# Rdovo
Rdovo (cyr. Рдово) – wieś w Serbii, w okręgu pczyńskim, w gminie Vladičin Han. W 2011 roku liczyła 80 mieszkańców.